# Ocotea subterminalis
Ocotea subterminalis är en lagerväxtart som beskrevs av H. van der Werff. Ocotea subterminalis ingår i släktet Ocotea och familjen lagerväxter. Inga underarter finns listade i Catalogue of Life.